# چودینسکا پلانینا
چودینسکا پلانینا (به لاتین: Čudinska planina) یک کوه در بلغارستان است که در Serbia / Bulgaria واقع شده‌است. چودینسکا پلانینا ۱٬۴۹۶ متر بالاتر از سطح دریا واقع شده‌است.